# Mundaka
Mundaka – gmina w Hiszpanii, w prowincji Biskaja, w Kraju Basków, o powierzchni 4,15 km². W 2011 roku gmina liczyła 1940 mieszkańców.